# Pier-Philippe Chevigny

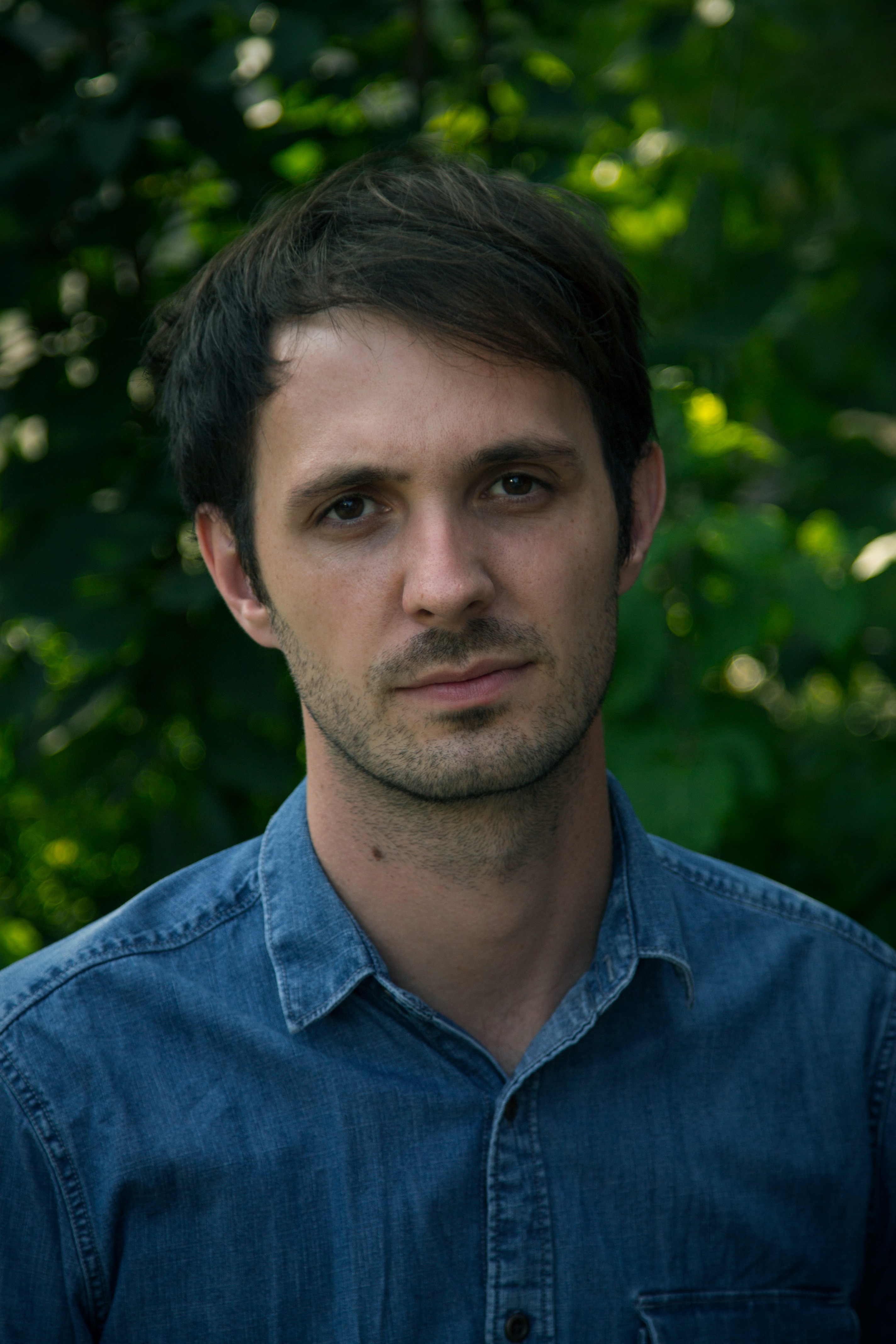
Pier-Philippe Chevigny (2023)

Pier-Philippe Chevigny (* 1988) ist ein frankokanadischer Filmregisseur, Drehbuchautor und Filmeditor. Er lebt und arbeitet in Quebec und setzte sich in der Vergangenheit in einer Reihe von Kurzfilmen und in seinem Spielfilmdebüt Richelieu mit sozialkritischen Themen auseinander.

## Leben
Pier-Philippe Chevigny ist Frankokanadier und Absolvent der Filmschule der Université de Montréal, wo er Kamera studierte.
Sein vielfach ausgezeichneter Kurzfilm Nachwuchs (Originaltitel Recrue) wurde im September 2019 beim Toronto International Film Festival erstmals gezeigt. Direkt nach der Wahl von Donald Trump zum US-Präsidenten hatten viele Immigranten in den Vereinigten Staaten aus Angst vor einer Wegnahme des Flüchtlingsstatus die kanadische Grenze passiert, um dort einen Asylantrag zu stellen, so der Regisseur. In seinem Film beobachtet ein kleiner Junge, wie Männer in den Wäldern der Cantons de l’Est auf der Roxham Road eine kleine Gruppe von Flüchtlingen aus den USA aufgreifen, sich aber nur wenig hilfsbereit zeigen. In Quebec gebe es seit einigen Jahren rechtsextreme Strömungen, die die Menschen gegen die Einwanderer aufhetzen, so Chevigny.
Das Filmdrama Richelieu, Chevignys Spielfilmdebüt, handelt von einer Dolmetscherin die bei ihrem Job für eine Maisfabrik zwischen die Fronten gerät. Der Film feierte im Juni 2023 beim Tribeca Film Festival seine Premiere.

## Filmografie
- 2012: Les jours qui suivront (Kurzfilm, Regie und Drehbuch)
- 2012: Carré de sable (Kurzfilm, Regie und Drehbuch)
- 2013: Tala (Kurzfilm, Regie und Drehbuch)
- 2013: Le philanthrope (Kurzfilm, Regie und Drehbuch)
- 2016: La Visite (Kurzfilm, Regie)
- 2017: Vétérane (Kurzfilm, Regie und Drehbuch)
- 2019: Nachwuchs (Recrue, Kurzfilm, Regie und Drehbuch)
- 2023: Richelieu (Regie und Drehbuch)
- 2024: Mercenaire (Kurzfilm, Regie und Drehbuch)

## Auszeichnungen
Athens International Film Festival
- 2023: Auszeichnung mit dem Publikumspreis im Internationalen Wettbewerb (Richelieu)
- 2023: Auszeichnung mit dem Greek Film Critics Association Award im  Internationalen Wettbewerb (Richelieu)[4]

Busan International Short Film Festival
- 2020: Nominierung als Bester Kurzfilm im Internationalen Wettbewerb (Nachwuchs)[5]

Canadian Cinematography Awards
- 2020: Auszeichnung als Bester Live-Action-Kurzfilm mit dem November Award (Nachwuchs)[6]

Festival International du Film Francophone de Namur
- 2024: Auszeichnung für den Besten Kurzfilm mit dem Marion Hänsel Award (Mercenaire)[7]

Toronto International Film Festival
- 2019: Nominierung für den Short Cuts Award (Rebel)
- 2019 Nominierung als Bester kanadischer Kurzfilm (Rebel)[8]

Tribeca Film Festival
- 2023: Nominierung im International Narrative Competition (Richelieu)